# Péter Gróf
Péter Gróf (* 1956 in Kaposvár) ist ein ungarischer Mittelalterarchäologe.

## Leben
Gróf besuchte bis 1975 das Karikás Frigyes Gymnasium in Fonyód und studierte anschließend von 1976 bis 1982 an der Eötvös-Loránd-Universität in Budapest Mittelalterarchäologie. Im Jahr 1982 beendete er das Studium mit einer Diplomarbeit über das avarenzeitliche Gräberfeld von Abony. Gróf absolvierte außerdem an der Technischen und Wirtschaftswissenschaftlichen Universität Budapest den Studiengang für Denkmalpflege. Seit 1983 ist er mit Dániel Gróh Kurator der archäologischen Sammlung am Mátyás Király Múzeum (König-Matthias-Museum) in Visegrád.
Von 1994 bis 1999 leitete er die Ausgrabungen am spätantiken Kleinkastells Visegrád-Gizellamajor und am dazugehörigen Gräberfeld. Fast parallel erfolgte in diesen Jahren die Freilegung des nahegelegenen Burgus Visegrád-Lepence. Von 1999 bis 2004 war er unter anderem mit der Untersuchung einer árpádenzeitlichen Siedlung im Ortsteil Visegrád-Várkert beschäftigt. Weitere Grabungen ab 1984 betrafen den mittelalterlichen Stadtkern von Visegrád.
Am Ungarischen Nationalmuseum gibt Gróf seit 1996 archäologische Praxiskurse für angehende denkmaltechnische Assistenten.
Er wurde 1983 Mitglied der Magyar Régészeti és Művészettörténeti Társaság (Ungarische Gesellschaft für Archäologie und Kunstgeschichte) und war 2006 Gründungsmitglied des Magyar Régész Szövetség (Verband ungarischer Archäologen).

## Schriften (Auswahl)
- Egy avarkori sárkányábrázolásról (Über eine awarenzeitliche Drachendarstellung.). In: A Móra Ferenc Múzeum Évkönyve 1984–1985/2 (1991), S. 321–335.
- Újabb adatok Visegrád kora Árpád-kori topográfiájához (Neue Beiträge zur frühárpádenzeitlichen Topographie von Visegrád). In: A Herman Ottó Múzeum évkönyve 30–31/2 (1993), S. 513–534.
- mit Dániel Gróh: Előzetes jelentés a Visegrád-gizellamajori római erőd feltárásáról (Vorläufiger Bericht über die Freilegung der römischen Festung von Visegrád–Gizellamajor). In: Communicationes Archaeologicae Hungaricae 1991 (1993), S. 86–95.
- mit Dániel Gróh: Visegrád római emlékei (= Altum Castrum 6), Buzás Gergely, Visegrád 2006, ISBN 978-963-7061-31-8
- Visegrád, Mikesy, Visegrád 2009, ISBN 978-963-06-8285-5
- mit Dániel Gróh: Visegrád római kori emlékei. (= Vezető a római limes világörökségre jelölt magyarországi helyszínein 4). Visegrád 2011, ISBN 978-963-7474-30-9